# Régime d'assemblée
Un régime d'assemblée est un régime politique dans lequel les représentants du pouvoir législatif sont réputés posséder une part importante des pouvoirs politiques, parfois au point de paralyser la conduite des affaires de l’État.

## Définition
Plus encore que pour les définitions des régimes parlementaires et présidentiels, la doctrine ne s'accorde pas sur une définition uniforme de la notion de régime d'assemblée.
Pour certains constitutionnalistes, les régimes d'assemblée constituent un type de régime légitime à part entière, avec sa logique propre.
Pour d'autres, la notion désigne une dérive des régimes parlementaires, où le pouvoir législatif écrase le pouvoir exécutif et parfois le pouvoir judiciaire, par des mécanismes qui peuvent varier selon les auteurs et les régimes : absence d'un chef de l’État irresponsable, pouvoir de révocation discrétionnaire et instantané du gouvernement par le pouvoir législatif, impossibilité pour le gouvernement de poser la question de confiance et plus généralement de démissionner, monocamérisme fort, collégialité de l'exécutif… Bien souvent, il ne suffit pas de la présence d'un seul de ces mécanismes pour être en présence d'un régime d'assemblée, mais d'une conjonction.
Pour d'autres auteurs encore, le fait de qualifier un équilibre institutionnel comme étant un régime d'assemblée constitue un procédé rhétorique permettant de disqualifier d'emblée un régime politique, en particulier les régimes parlementaires, sans avoir à en discuter les qualités et les défauts. Arnaud Le Pillouer estime ainsi que « la notion de régime d’assemblée a longtemps été une sorte de concept-repoussoir, destiné à effrayer, essentiellement parce qu’il est supposé confondre les pouvoirs entre les mains de l’assemblée législative », et que « la seule chose que l’emploi de l’expression régime d’assemblée nous apprenne concerne l’opinion de son utilisateur : ce dernier indique par cet usage que le système qu’il évoque fait une place à ses yeux trop importante à l’organe législatif aux dépens de l’organe exécutif ».

## Le refus du régime d'assemblée
Ce refus est largement fondé sur une équation où la Convention nationale égale la Terreur. Cependant, dire que tous les régimes d'assemblée aboutiraient inévitablement à la Terreur est une interprétation discutable, puisque ce glissement est largement circonstancié. Il n'y a pas eu de dictature des représentants élus de la Nation, mais un dessaisissement de leurs pouvoirs au profit du Comité de salut public.

## La pratique

### Les régimes d'assemblée de la France
Selon certains[Qui ?] a France a connu deux régimes d'Assemblée :
- Le régime conventionnel (en référence à la Convention nationale), notamment à partir de la Terreur en 1793 ;
- Le régime de fait entre 1871 et 1875 (entre la chute du Second Empire et les trois lois constitutionnelles de 1875 instaurant la IIIe République) ;
- La constitution de l'an I (1793), ainsi que le premier projet de Constitution de la IVe République, qui n'ont jamais été appliqués, organisaient également des régimes d'assemblée.

Deux régimes sont souvent qualifiés de régimes d'assemblée alors qu'ils sont caractérisés par un simple déséquilibre des pouvoirs au profit du législatif et non pas une confusion des pouvoirs :
- La IIIe République après le départ de Mac-Mahon et la déclaration de Jules Grévy le 6 février 1879 : « Soumis avec sincérité à la grande loi du régime parlementaire, je n’entrerai jamais en lutte contre la volonté nationale exprimée par ses organes constitutionnels, » le droit de dissolution tombe en désuétude et on assiste à une appropriation du pouvoir par les parlementaires. Cependant, ce n'est pas entièrement un régime d'Assemblée, puisque le Gouvernement, bien que sa marge de manœuvre soit très réduite, peut encore mener quelques actions (notamment avec la pratique des décrets-lois) ;
- La IVe République qui, bien que voulant rompre avec la IIIe République, a été en réalité similaire à celle-ci.

D'ailleurs, dans ces deux derniers cas, le parlement était bicaméral et la chambre haute (Sénat puis Conseil de la République) s'est souvent opposée à la chambre basse, ce qui justifie qu'on la conçoive comme un contre-pouvoir divisant la suprématie du législatif. Par exemple, sous la IIIe République française, le Sénat s'est opposé à la chambre basse sur le sujet du droit de vote des femmes et a ainsi empêché à plusieurs reprises qu'une telle loi ne passe.